# Загрійчук Іван Дмитрович
Загрійчук Іван Дмитрович (нар. 1955р.) — український вчений, доктор філософських наук, професор.
Напрямок наукових зацікавленостей: теорія пізнання, соціальна філософія, філософська антропологія, філософія культури.

## З біографії
Закінчив Коломийське медичне училище, фельдшер.
У 1974—1977 рр. служив у Військово-Морському Флоті СРСР.
У 1982 році закінчив філософський факультет Київського державного університету ім. Тараса Григоровича Шевченка, викладач філософських дисциплін.
З 1982 року працює на кафедрі філософії та соціології. У 1988 році закінчив аспірантуру при Київському державному університеті ім. Тараса Григоровича Шевченка і захистив кандидатську дисертацію з філософії. Вчене звання доцента отримав у 1991 році.
Працює в Українській державній академії залізничного транспорту пройшов шлях від асистента, старшого викладача, доцента до декана гуманітарного факультету.
З 1996 по 2010 рік завідував кафедрою філософії та соціології.
У 2010 році захистив докторську дисертацію з філософії. Станом на 2019 р. працює на посаді професора.
Член спеціалізованої вченої ради Д.64.051.06 при Харківському національному університеті імені В. Н. Каразіна спеціальність 09.00.04 — філософська антропологія, філософія культур.

## Нагороди та подяки
Нагороджений нагрудним знаком «Відмінник освіти України».

## Творчий доробок
Автор 130 наукових праць та навчально-методичних розробок: в тому числі 123 наукових, 1 монографія, 6 навчально-методичних.
- Загрійчук, Іван Дмитрович. На межі національних культур [Текст]: [монографія] / І. Д. Загрійчук. — Х. : УкрДАЗТ, 2006. — 260 с. — Бібліогр.: с. 252—260. — 300 прим. — ISBN 966-7593-67-3
- Космополітизм і маргінальність у національній культурі [Текст]: дис. … д-ра філос. наук : 09.00.04 / Загрійчук Іван Дмитрович ; Укр. держ. акад. залізн. трансп. — Х., 2010. — 429 арк. — Бібліогр.: арк. 395—429.